# Peder Horrebow
Peder Nielsen Horrebow (Løgstor, 1679 – Copenaghen, 1764) è stato un astronomo danese.

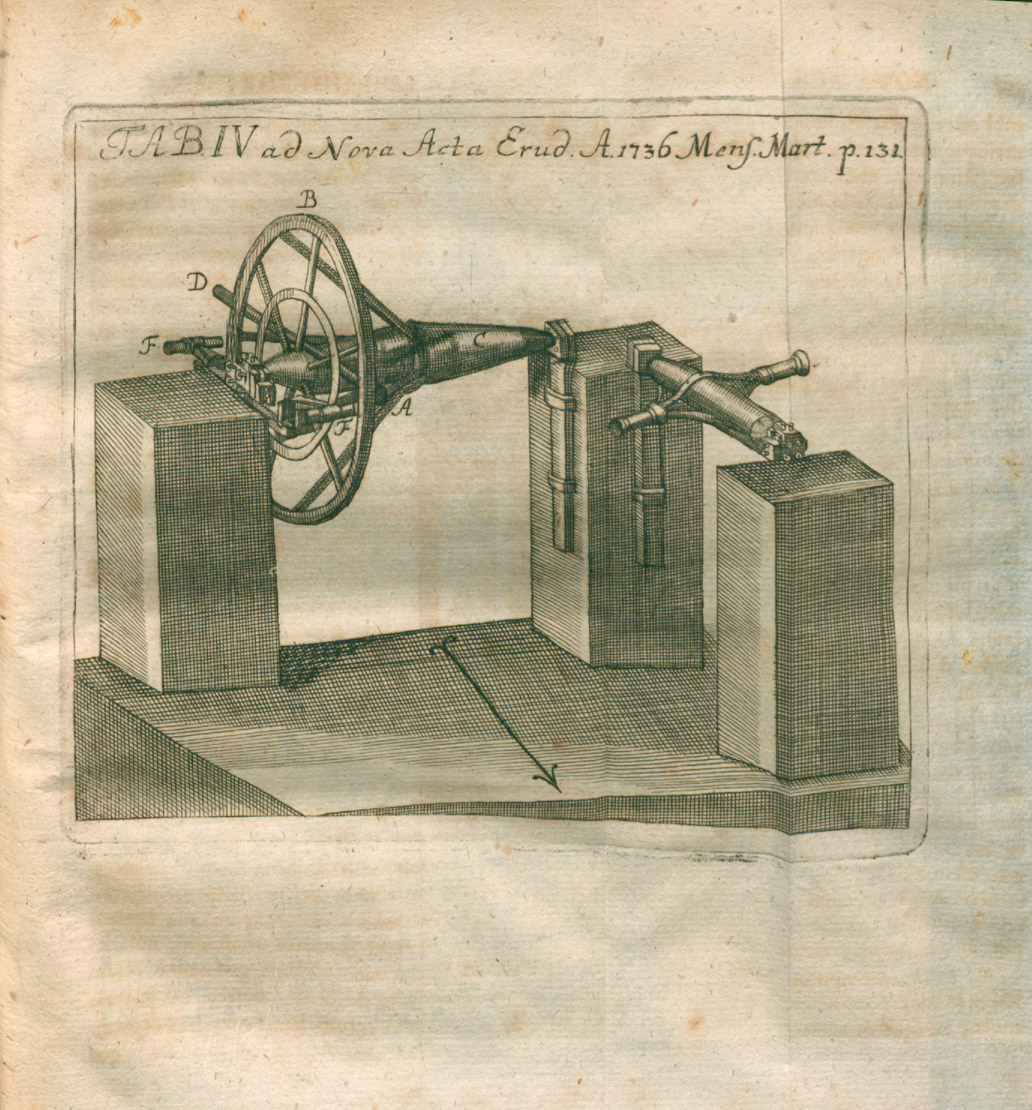
Tavola illustrativa dell'articolo intitolato Basis astronomiae sive Astronomiae pars mechanica... di Peder Horrebow pubblicato nel volume degli Acta Eruditorum del 1736

Assistente di Ole Rømer e direttore del Rundetårn, gli si deve probabilmente l'invenzione del metodo di Horrebow-Talcott.
Anche suo figlio Christian Pedersen Horrebow fu un valente astronomo.